# ドバイ首長国
ドバイ首長国（アラビア語: إمارة دبي, ラテン文字転写: Dubayy、英語: Emirate of Dubai）は、アラブ首長国連邦を構成する首長国の一つ。首都はドバイ市。

## 地理
ほとんどルブアルハリ砂漠に位置する。また、ペルシア湾に面している。飛び地としてハッタ (アラブ首長国連邦)がある。
北でシャールジャ首長国に、南でアブダビ首長国に接する。
飛び地のハッタは、北でラアス・アル＝ハイマ首長国に、南でオマーンに、北西でアジュマーン首長国の飛び地マスフートに接する。

## 交通

### 空港
- ドバイ国際空港